# Pollex silaui
Pollex silaui là một loài bướm đêm thuộc họ Erebidae. Nó được tìm thấy ở miền bắc Sumatra.
Sải cánh dài khoảng 11 mm. Cánh trước màu nâu. Cánh dưới màu nâu đồng nhất.